# 反氣旋風暴
反气旋风暴是一种风暴，这种风暴中的风向与关于低压地区的科里奥利力决定的风向相反。在北半球，反气旋风暴的风向为顺时针；在南半球，反气旋风暴的风向为逆时针。
反气旋风暴通常产生于高压系统。它时常伴有寒冷天气，暴风雪。海王星的大黑斑以及木星的大紅斑是典型的例子。